# Musée géologique Giovanni-Capellini
Le musée géologique Giovanni-Capellini, également appelé  « musée de géologie » ou « collection de géologie », est situé dans la zone universitarie de via Zamboni, près de Porta San Donato, à Bologne, en Italie.
Lié au Département des sciences biologiques, géologiques et environnementales, le musée est l'un des musées scientifiques du système muséal de l'Université de Bologne.
Le musée porte le nom de Giovanni Capellini, premier professeur de géologie de l'Université de Bologne et promoteur de musée. Avec l'aide de Luigi Pigorini, Capellini organise en 1881 la première « Exposition italienne d'anthropologie et d'archéologie préhistoriques » (Esposizione italiana di antropologia e di archeologia preistoriche).

## Histoire

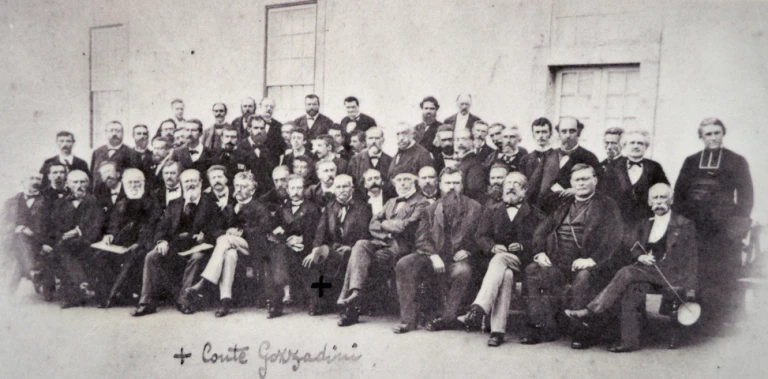
Deuxième congrès géologique international : les membres réunis autour de Capellini (sixième à partir de la gauche au premier rang, assis).

Le musée géologique de l'Alma Mater Studiorum est l'un des premiers musées géologiques créés en Europe. Il est fondé par Giovanni Capellini en 1860, sous le nome de « Musée géologique et paléontologique » et à partir de la collection de l'ancien musée d'histoire naturelle, qu'il intègre en partie. Le musée ouvre officiellement ses portes au public en 1881, à l'occasion du « Deuxième congrès géologique international », congrès qui attire des scientifiques de toute provenance et qui marque les ésprits, à l'époque de l'établissement et de la mise à jour des procédures générales et de la terminologie de la géologie,,,,. C'est là, au musée, que la Società Geologica Italiana est fondée.
Reflet de la réputation de l'université et de la composition de la collection, proche d'un cabinet de curiosités, la visite au musée est conseillée dans des guides de Bologne du début du XXe siècle,.
À une fermeture pour restauration de quelques années suit la réouverture en 2003, pour accueillir en 2004 le « 32e congrès géologique international ».
En 2022, pour célébrer le cinq centième anniversaire de la naissance du naturaliste Ulisse Aldrovandi et le centenaire de la mort de Giovanni Capellini, une exposition temporaire est dédiée aux collections historiques des musées universitaires. En 2024, une nouvelle exposition permanente consacrée à la paléontologie a été inaugurée au rez-de-chaussée.

## Collection

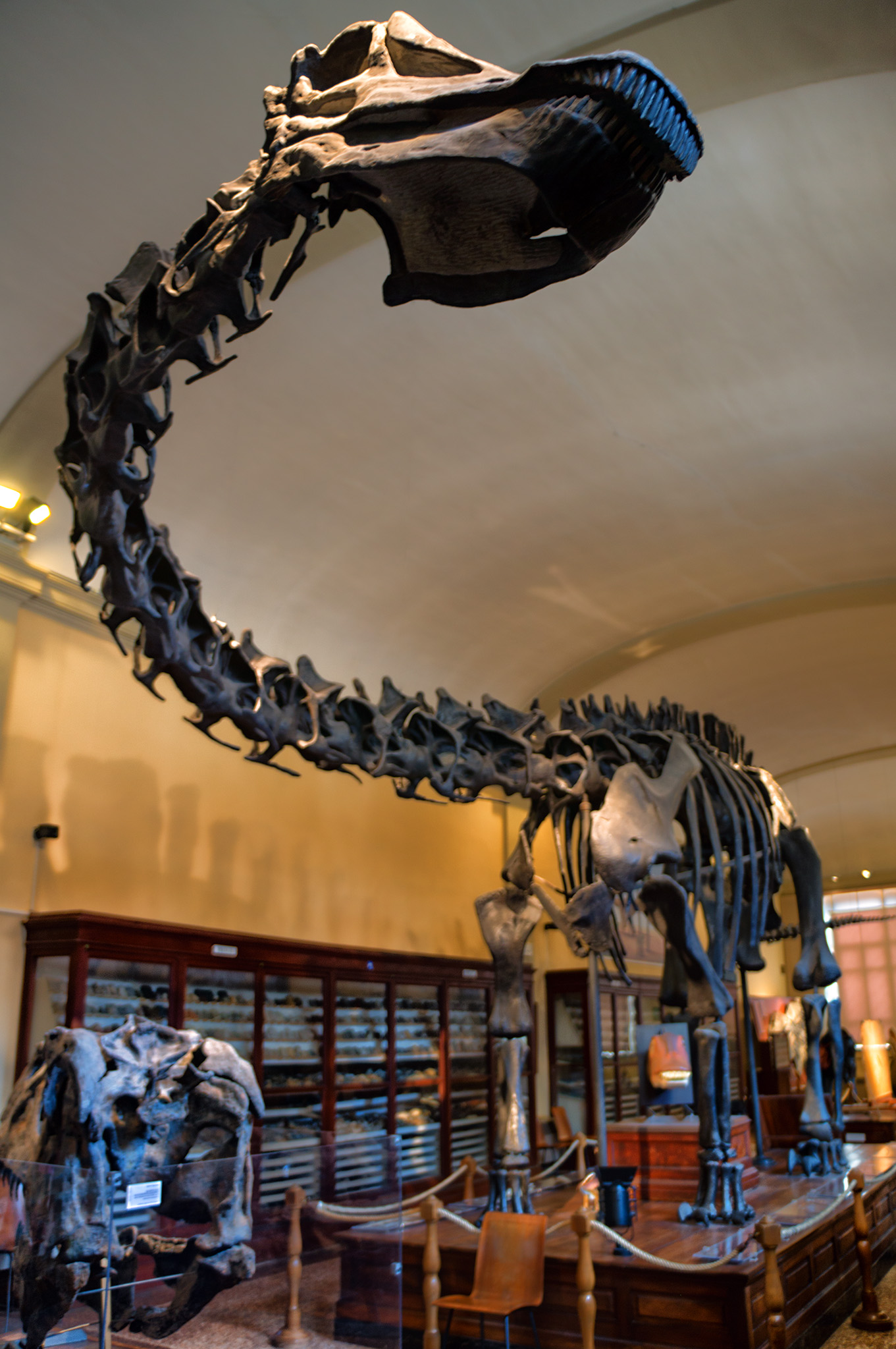
Diplodocus carnegii.

Avec un décor du XIXe siècle, pratiquement inchangé depuis son ouverture, le musée abrite des collections géologiques et paléontologiques d'un grand intérêt. 30 000 pièces ont été commandées et offertes par Giovanni Capellini en personne. À la suite de la réorganisation du musée d'histoire naturelle et la ré-catalogation de ses pièces, une partie des collections historiques de Marsili, Aldrovandi et Monti ont été transférées dans le musée géologique,. On y trouve des minéraux et des roches, des dioramas, des maquettes et des modèles réduits, des squelettes, des reliques et des autographes, et surtout l'une des plus grandes collections de fossiles d'Italie, comprenant outre un million de spéciments d'invertébrés, de vertébrés et de plantes qui témoignent de plus de cinq cents ans d'activités éducatives et de recherche scientifique,. Pour cela, le musée de géologie bolognais est consideré parmi les musées paléontologiques les plus importants d'Italie.
Parmi les pièces exposés s'imposent les baleines du Pliocène, la riche collection de poissons de l'Éocène du gisement fossilifère du Mont Bolca et les squellettes des proboscidiens, tels que le Mastodon arvenensis (en). Au centre de la salle dédiée au Mésozoïque on trouve le moulage du squelette de Diplodocus carnegii (it), long de 27 mètres et haut de 4 mètres, le seul exemplaire exposé en Italie depuis 1909. Dans la même salle, est également conservé le moulage en fibre de verre d'un crâne de Torvosaurus tanneri trouvé dans la Formation de Morrison, Colorado, remontant au Jurassique supérieur,,,.
Une partie de l'exposition permanente est dédiée à la micropaléontologie.

## Galerie

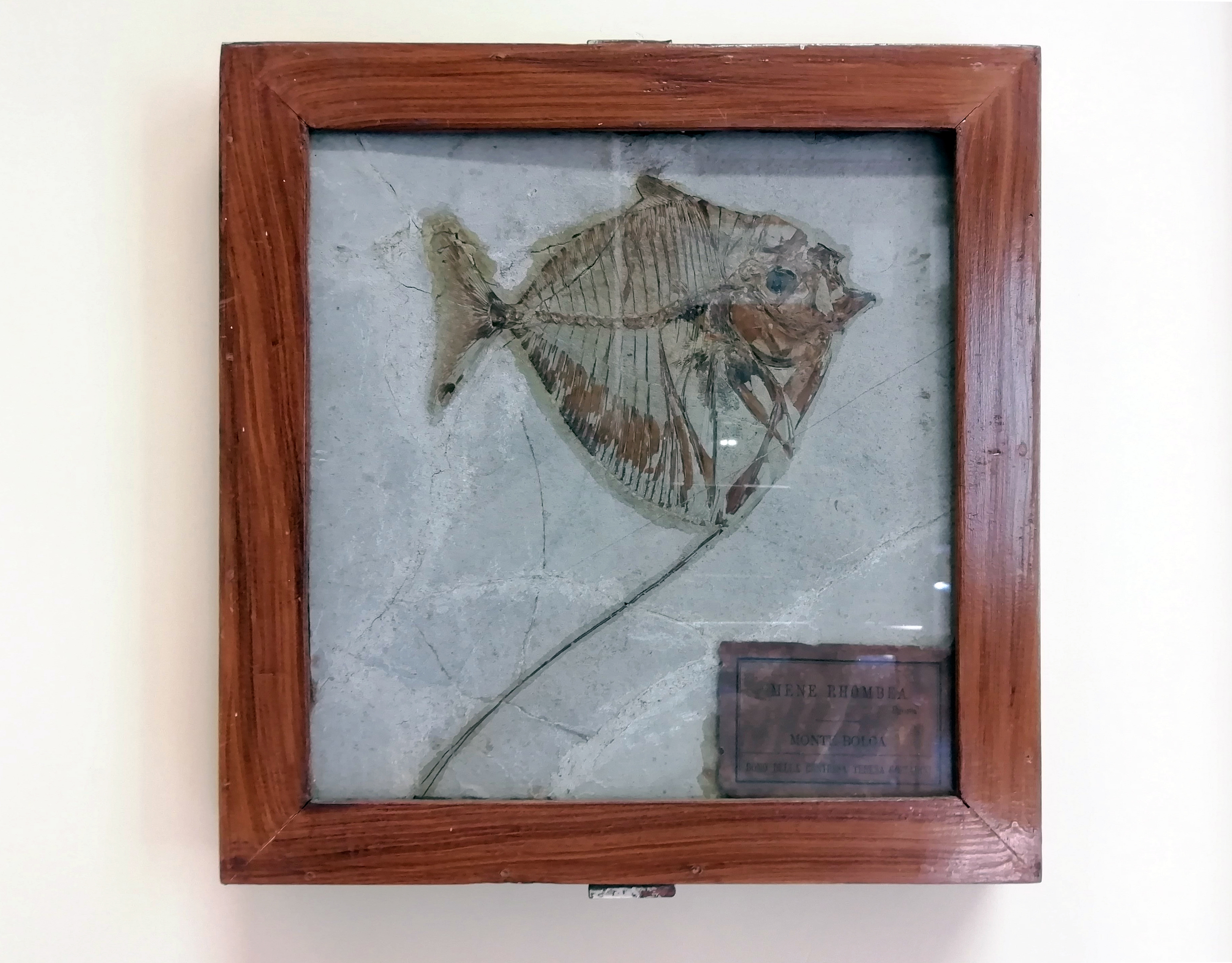
Fossile provenant du Monte Bolca de Mene rhombea, espèce éteinte de poissons.
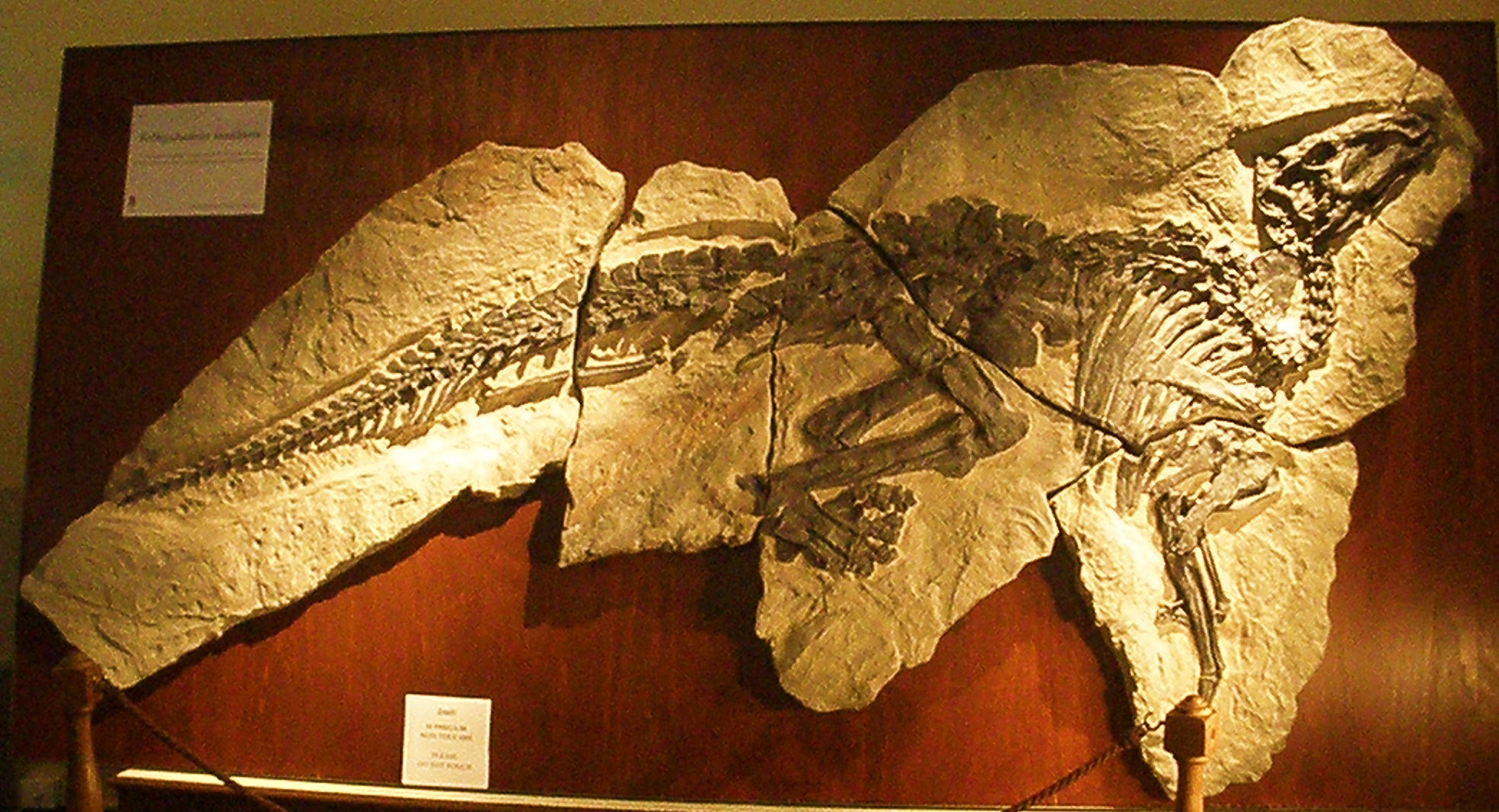
Fossile de Tethyshadros insularis, espèce éteinte de dinosaures herbivores ornithopodes
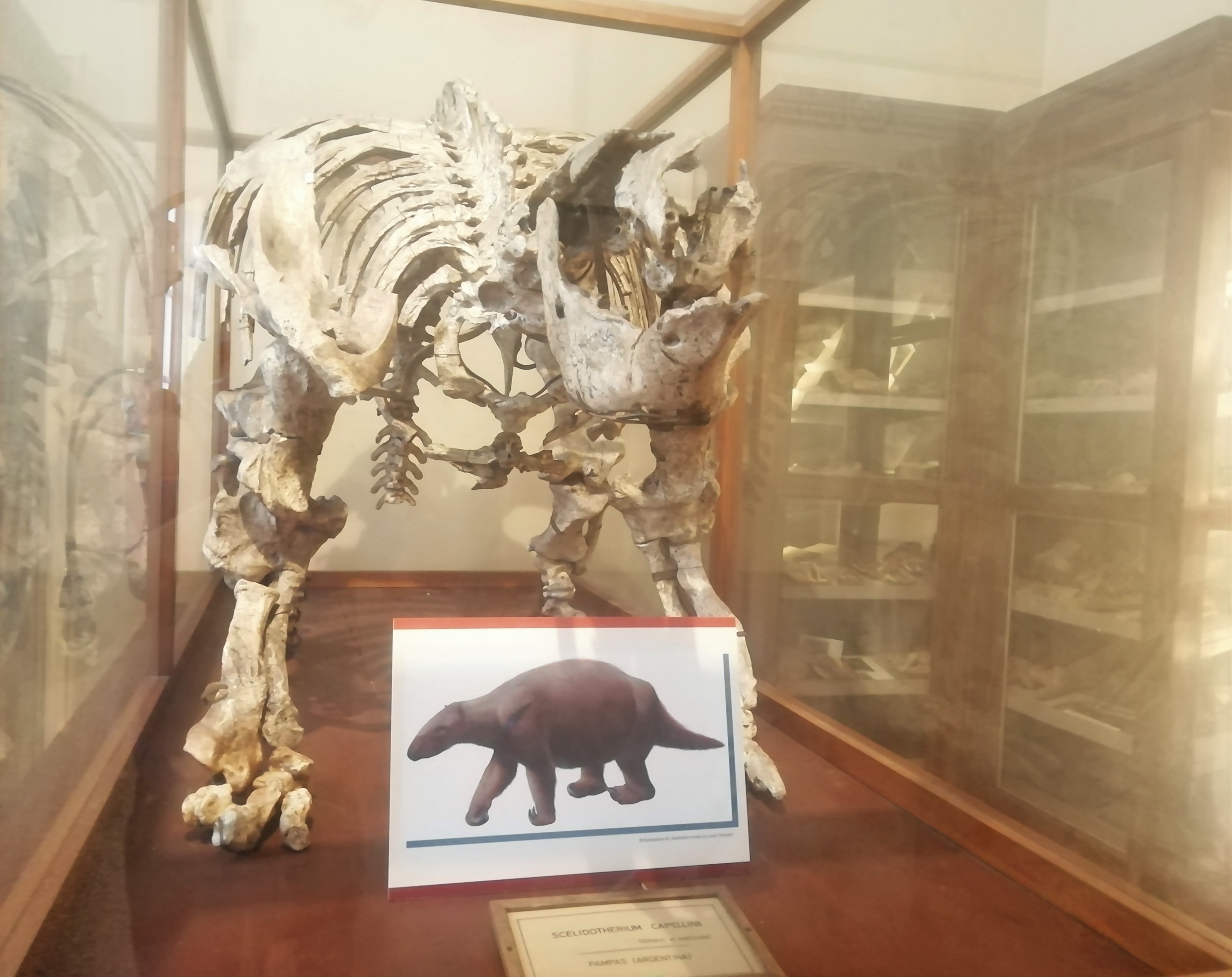
Squelette de Scelidotherium capellinii, une espèce de paresseux terrestres, retrouvé en Argentine.
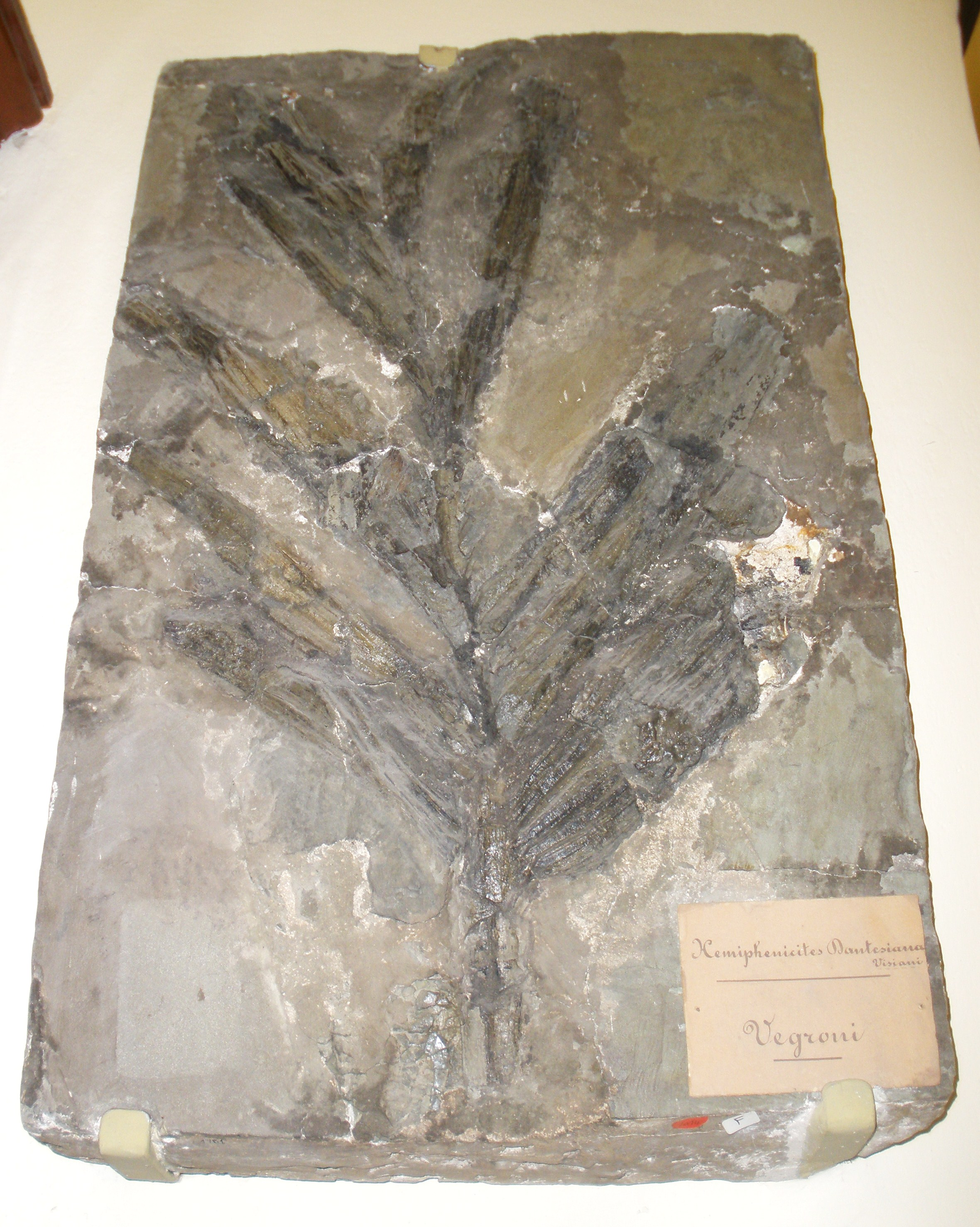
Fossile de Hemiphoenicites dantesiana, une palme disparue.
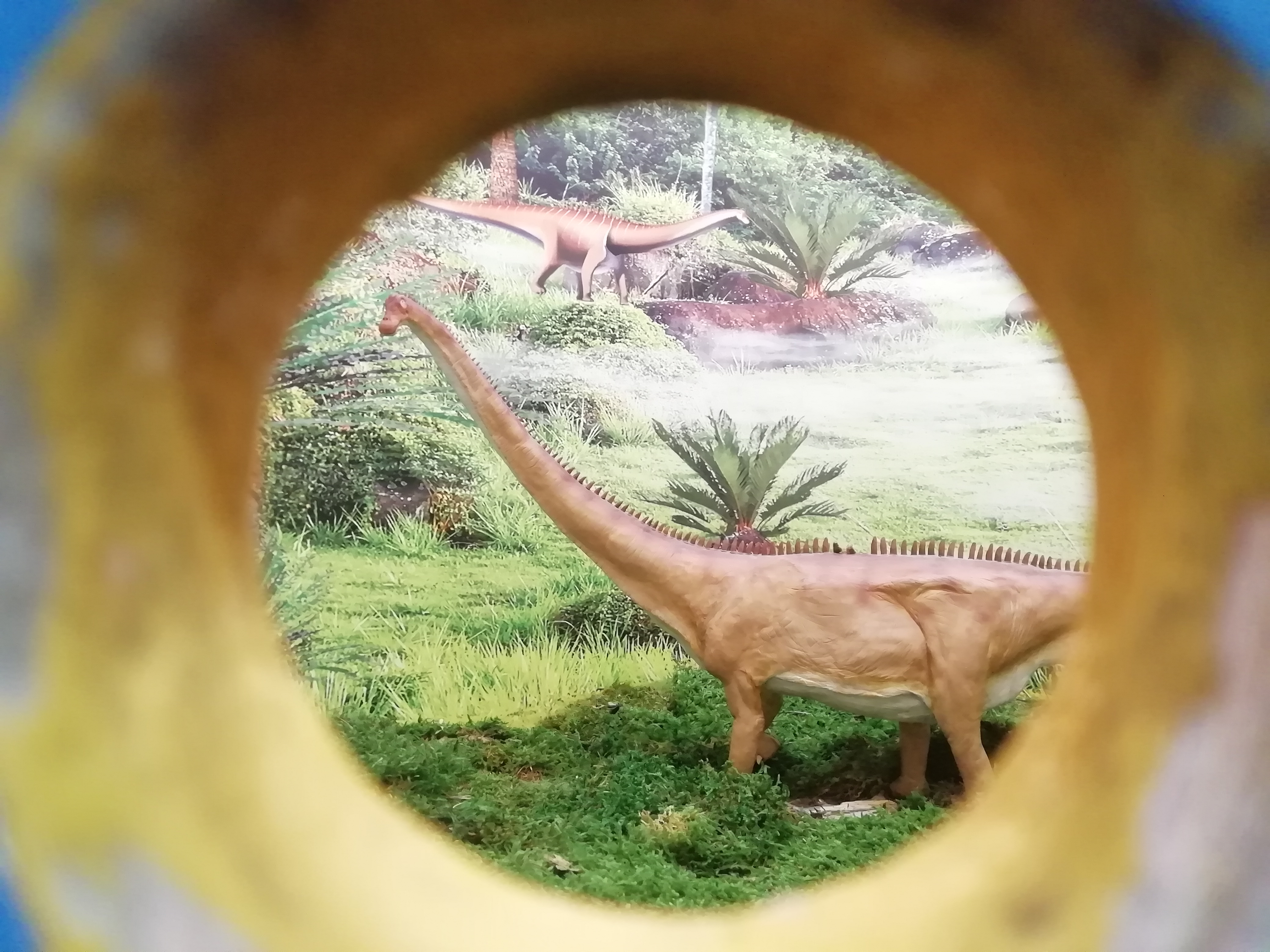
Diorama de Diplodocus carnegii, dinosaur phare du musée.
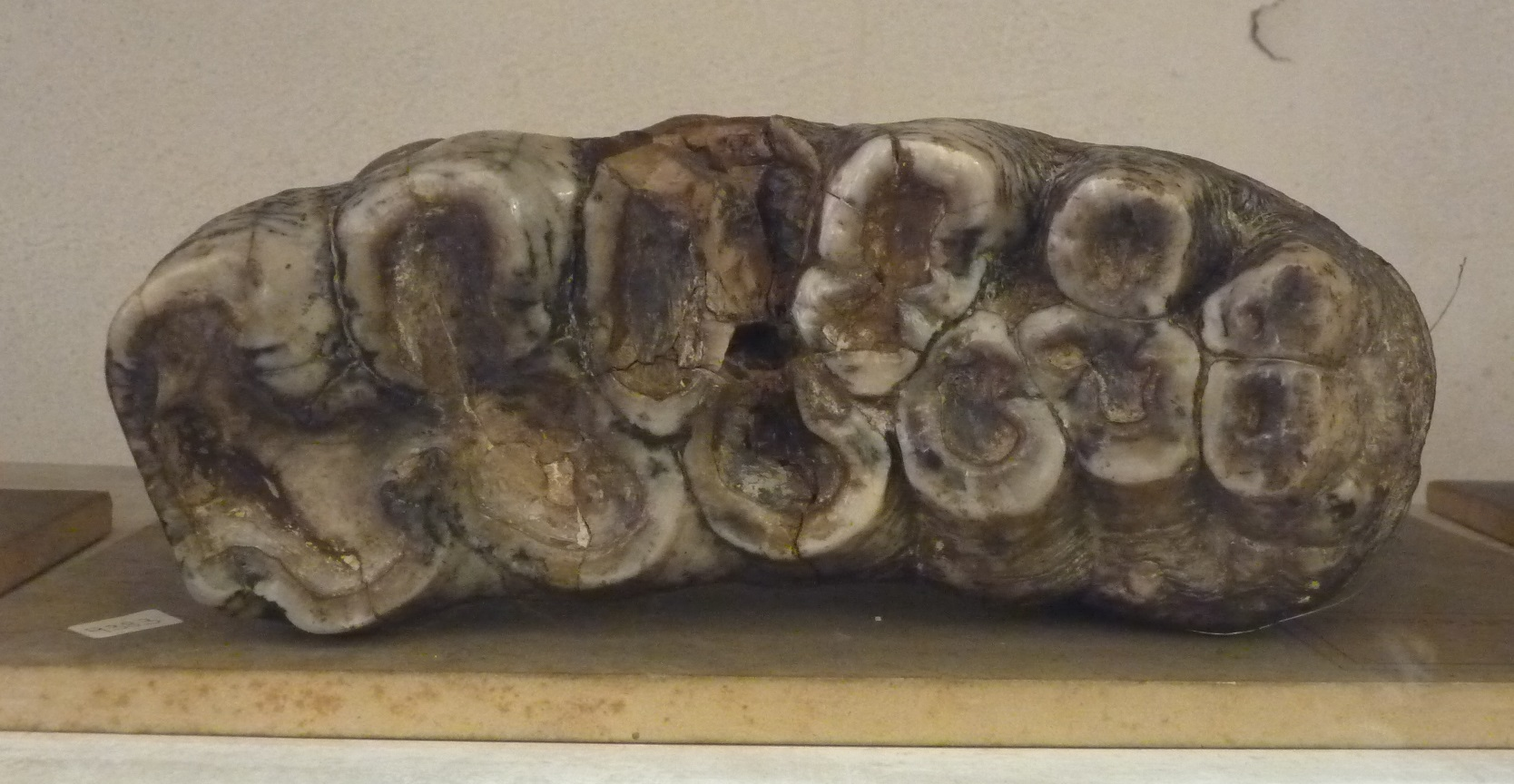
Une dent de Anancus arvernensis, un proboscidien éteint.

## Architecture
Le bâtiment qui abrite actuellement le musée remonte au début du XXe siècle. De style éclectique, il présente une façade décorée d'inspiration palladienne. C'est la propriété du demanio, c'est-à-dire de l'État italien.